# Розкіш

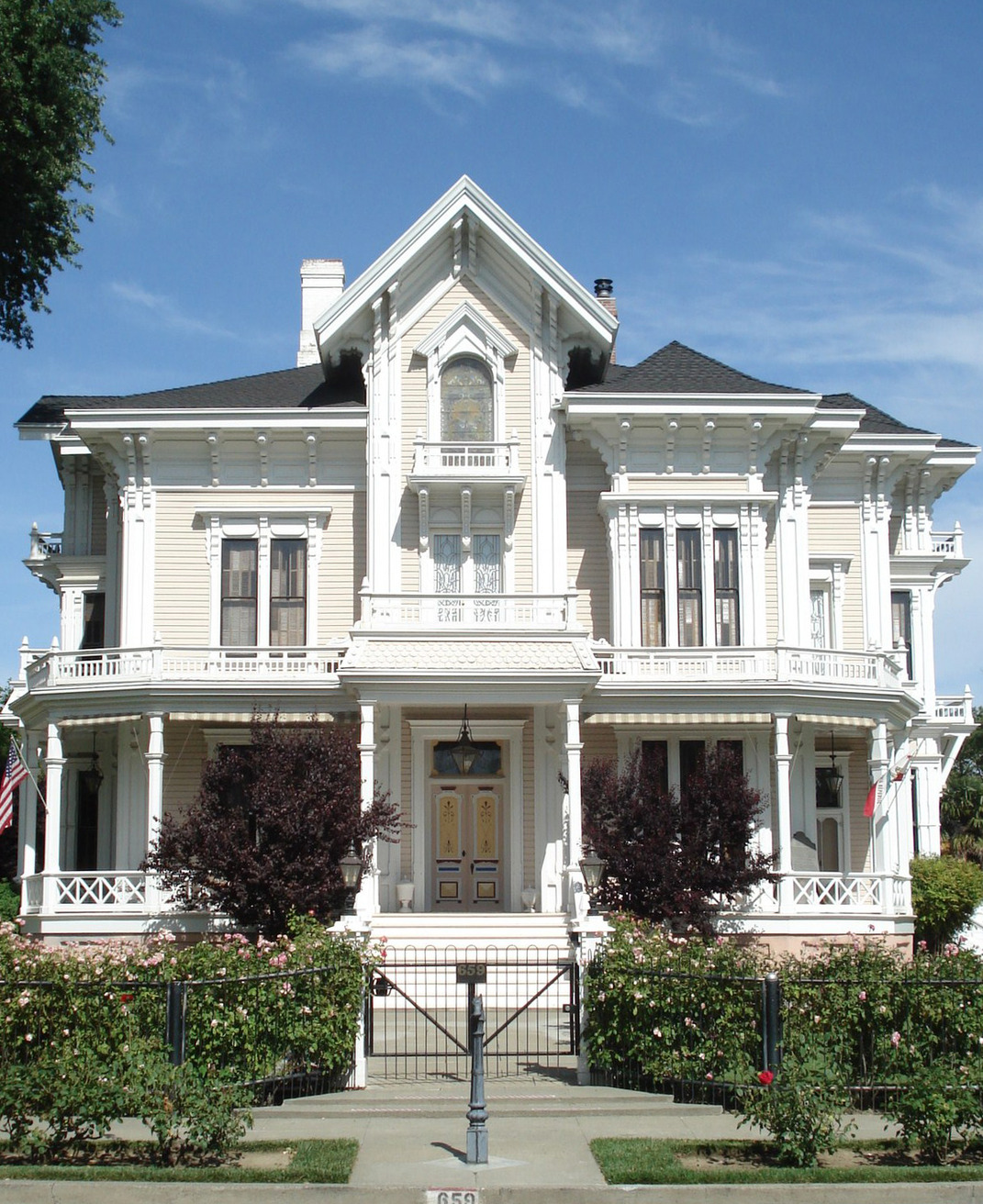
Розкішні будинки, …

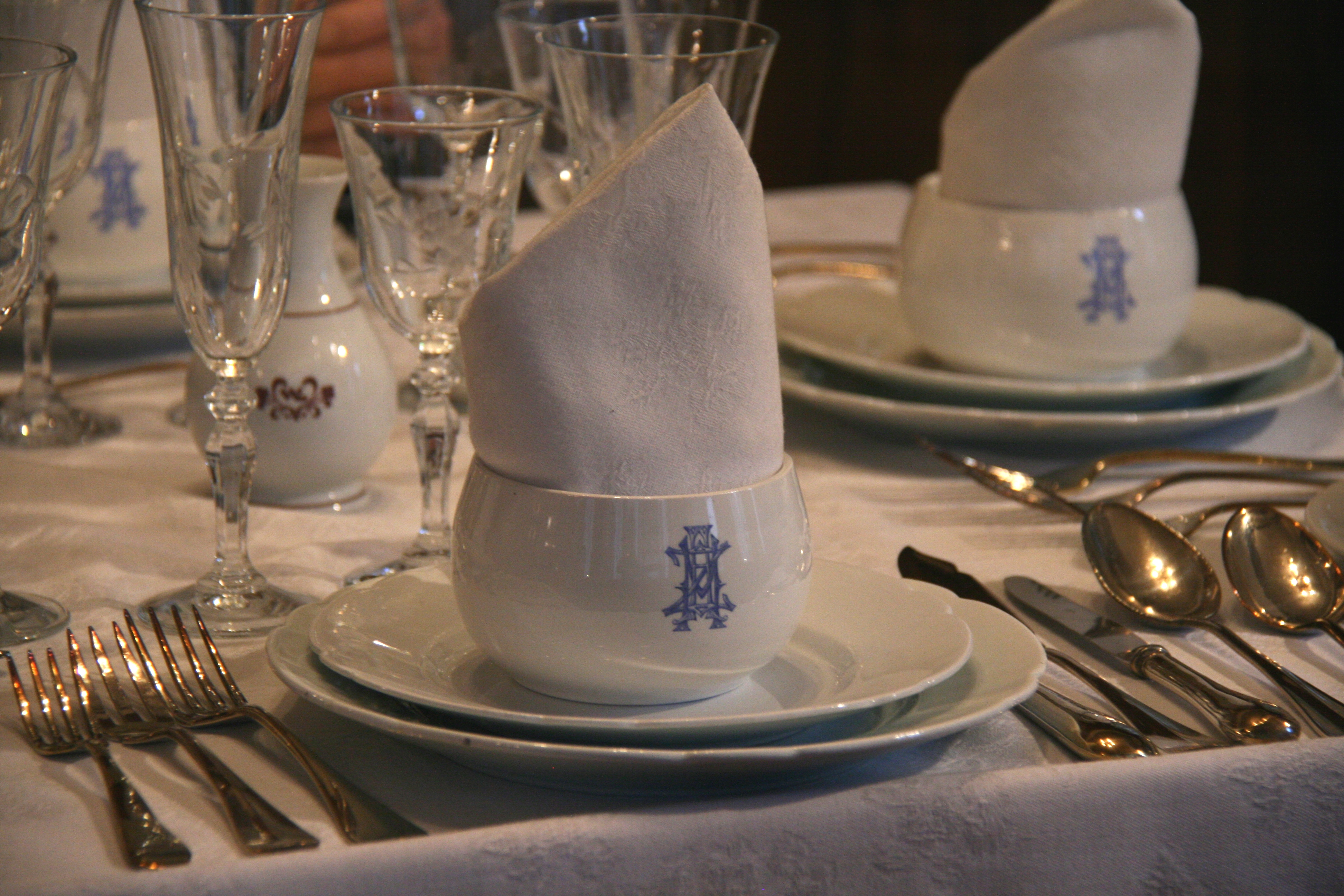
… порцелянові сервізи …

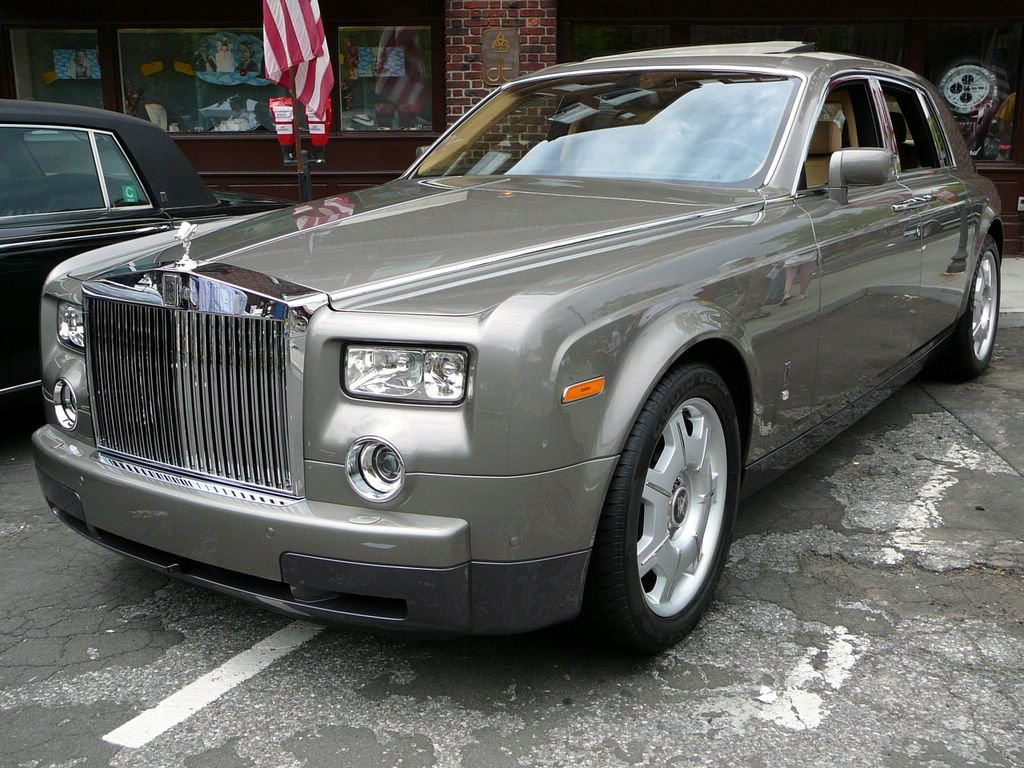
… і дорогі автомобілі є прикладами розкоші.

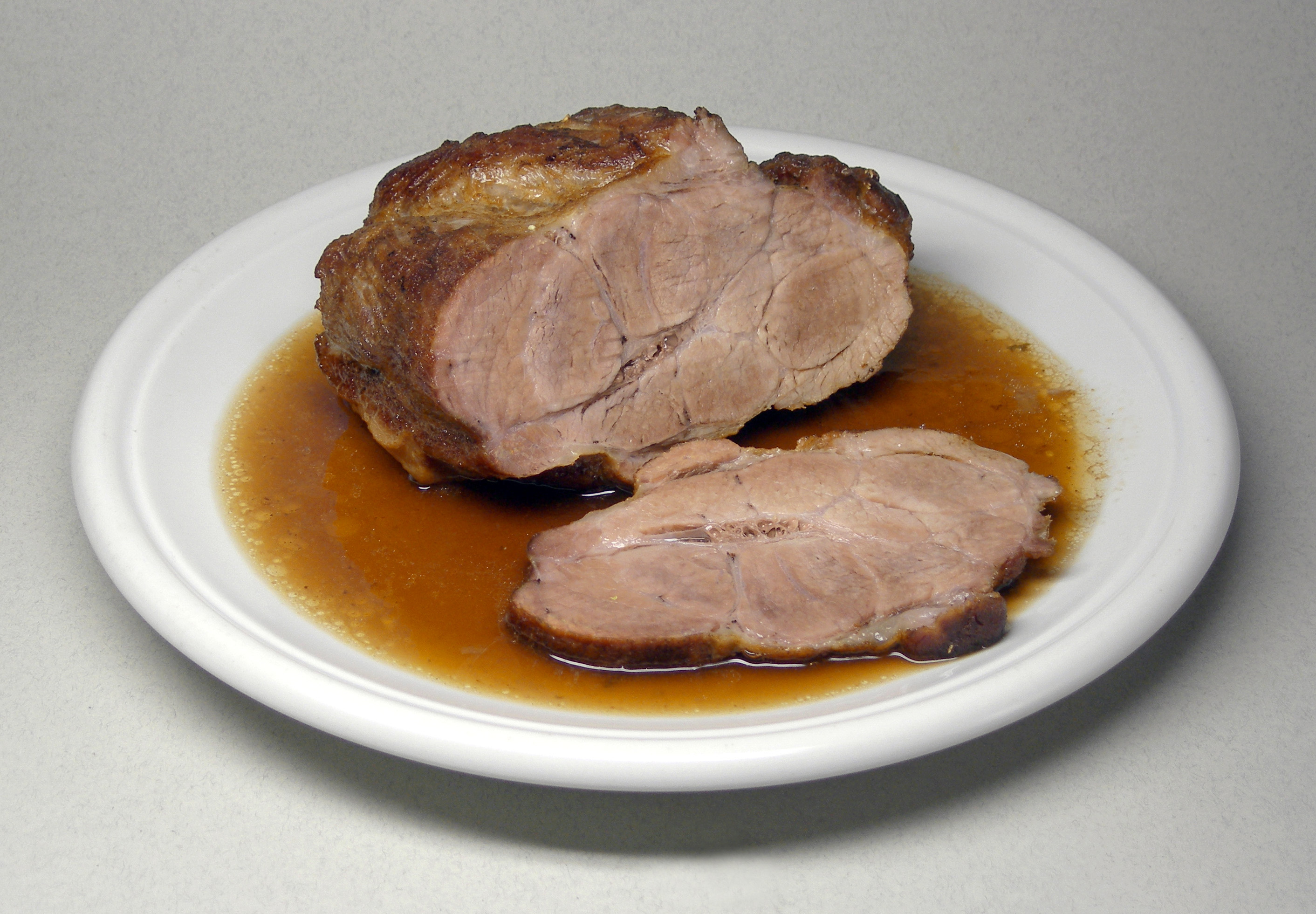
Недільна печеня: колишнє вираження розкоші

Розкіш — зовнішня пишність; надмірність в задоволенні життєвих потреб.

## Апологети
Представники апологетического напрямку захищали розкіш, обґрунтовуючи її існування тим, що марнотратство вищих класів дає нижчим додаткові робочі місця і стимул до розвитку. Апологетичний напрямок одержав великий імпульс в роки монархії у Франції в кінці XVIII — першій половині XIX століття, коли королівський двір володів статусом самого розкішного в Європі. Тези на захист розкоші висували Сен-Ламбер, Анрі Бодрійяр (Henri Baudrillart) у Франції і Бернард Мандевіль в Англії.

## Критики
Ригористи піддавали розкіш критиці, вказуючи на те, що вона є причиною злиднів нижчих класів, веде до моральної розбещеності і моральної деградації і в підсумку послаблює державу. Як приклад в творах ригористів наводилися місто Сибарис і держави Азії (т. зв. «Азійська розкіш»). Відомими ригористами були утопісти (Сен-Сімон) у Франції, Аддам Сіббіт і Еміль Павер'є в Англії. У своїй роботі Е. Павер'є доводив інстинктивність розкоші за аналогією з феноменами біологічного світу (зокрема, за аналогією з інстинктом птахів до прикраси своїх гнізд) і однозначно визначав розкіш як негативний феномен системи, оскільки, на його думку, поряд з дорожнечею і рідкістю, атрибутом розкоші можна вважати її тимчасовий характер, який виражається у фізичному знищенні предметів розкоші їх власниками.

## Зноски
1. ↑  Wolf, Philipp. Verbraucheranspruch: Die neue „Generation Sonntagsbraten“. agrarzeitung (de-de) . Deutscher Fachverlag GmbH. Процитовано 2 червня 2024.